# Église Saint-Pierre de Baud
 (août 2012).
Si vous disposez d'ouvrages ou d'articles de référence ou si vous connaissez des sites web de qualité traitant du thème abordé ici, merci de compléter l'article en donnant les références utiles à sa vérifiabilité et en les liant à la section « Notes et références ».
L'église Saint-Pierre est l'église paroissiale de Baud, dans le département du Morbihan.

## Localisation
L'église paroissiale Saint-Pierre est située dans le département français du Morbihan, sur la commune de Baud

## Historique
À l'origine, la chapelle jouxtait l'église paroissiale Saint-Pierre, détruite en 1922. En 1927, l'architecte Caubert de Cléry de Vannes, chargé du projet de reconstruction de l'église, décide, plutôt que de la reconstruire, d'adapter une nouvelle nef à la façade nord de la proche chapelle de la Clarté qui perd alors sa fonction initiale pour servir de transept. Ainsi, le chœur de la nouvelle église se trouve orienté au sud. C'est à cette histoire complexe que la chapelle doit son aspect composite actuel et sa double titulature : la chapelle Notre-Dame-de-la-Clarté devient église paroissiale Saint-Pierre. Le raccordement des deux édifices crée une percée dans la nef de la chapelle.

### Photo

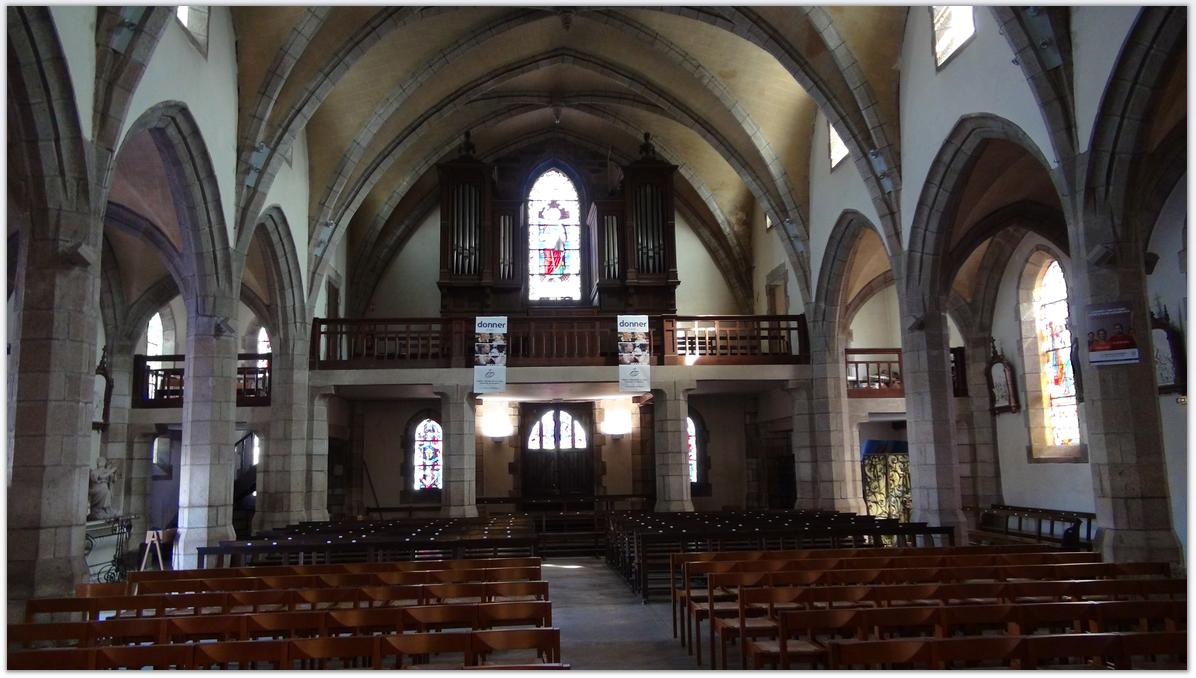
La nef et l'orgue.

## Orgue

### Histoire
Cet orgue a été construit en 1878 par le facteur nantais Louis Debierre. L’orgue a été acheté en 1879 et fut placé dans l’ancienne église paroissiale, derrière le maître autel.
Lors de la chute du mur nord de l’église en 1922, il fut démonté et déposé dans les hangars de l’atelier Le Gourrierec, au Malberh.
En 1928, on jugea les murs de la nouvelle église suffisamment secs pour rétablir l’orgue. Un accord se fit avec M. Gloton, successeur de M. Debierre, pour la remise en état. Bien des pièces avaient été abîmées par la manipulation et par un séjour de près de 7 ans dans la poussière et l’humidité. De plus, une transformation importante s’imposait pour qu’on puisse le placer dans la tribune actuelle sans aveugler le vitrail de Saint Joseph. Il fut donc séparé en deux buffets, encadrant le vitrail. L’on désirait, en outre, faire placer un moteur électrique pour actionner la soufflerie. L’orgue fut expédié dans les ateliers de M. Gloton au mois de janvier 1929.
Ramené en septembre 1929 et remonté, il a été inauguré le dimanche du Rosaire, 6 octobre 1929 par Louis Lorcy de Melrand.
Après la sécheresse de 1976 en Europe, il devint difficile de jouer, de nombreux emprunts se firent entendre. Dès lors, il n’accompagnera plus les offices pendant 14 ans.
En 1989, la paroisse et la municipalité décidèrent de le restaurer. Les travaux débutèrent en avril 1990 et s’achevèrent pour la fin de l’année. M. Thibaut facteur à Saint-Lumine-de-Coutais (Loire-Atlantique), assura les réparations. Le pédalier de 20 notes fut remplacé par un de 30 notes. L’orgue fut inauguré le 8 juin 1991 par Michel Jézo, organiste à la cathédrale de Vannes.

### Descriptif
C’est un instrument à traction mécanique. La console est dos à l’orgue. La boîte expressive renferme l’ensemble des tuyaux.
Une particularité, les sommiers sont au nombre de deux, et sont disposés de manière diatonique. Ils reçoivent les mécaniques des deux claviers. Les soupapes du clavier récit se trouvent intercalées avec celles du clavier grand orgue dans des barrages très fins.
2 claviers de 56 notes et pédalier 30 notes. Transmissions mécaniques. Composition 9 jeux.

#### Grand Orgue
Doublette 2', prestant 4', bourdon harmonique 8', principal 8', Bourdon 16'

#### Récit
Voix céleste 8', Gambe 8', Trompette 8', clairon 4’

#### Pédale
Pas de jeux indépendants
Tirasse grand orgue, tirasse récit, appel anche, retrait anche, Accouplement G.O. / récit, tremblant
Pédale expressive

### Photo

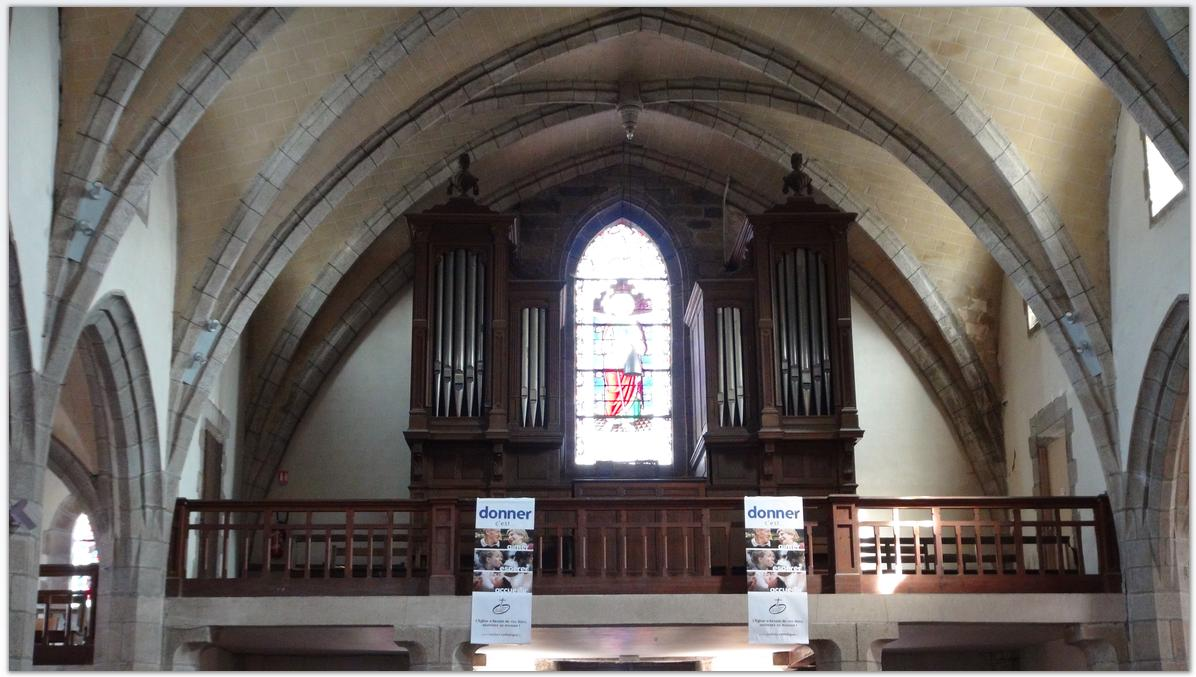
La tribune et l'orgue.